# Реда (міфологія)
Реда (латинізоване від давньоанглійського *Hrêðe або *Hrêða, можливо, означає «знаменита» або «переможна») — богиня англосаксонського язичництва, пов'язана з місяцем «Редмісяць» (від давньоанглійського *Hrēþmōnaþ), тобто березнем. Єдине відоме джерело, яке згадує Реду, — це праця Беди VIII століття De temporum ratione. У той час як ім'я богині з'являється в латинському рукописі Беди як Rheda, реконструйоване давньоанглійською як *Hrēþe та іноді сучасно англізується як Hretha (також Hrethe або Hrede). Hrēþmōnaþ — одна з трьох згадок про божества в англосаксонському календарі (крім днів тижня). Двома іншими є Ēostermōnaþ і Mōdraniht.

## De temporum ratione
У 15-му розділі своєї праці De temporum ratione Беда подає інформацію про англійські місяці та свята. Беда зазначає, що Hrēþmōnaþ є аналогом березня, і деталізує, що «Редмісяць названий на честь їхньої богині Реди, якій у цей час приносили жертви» (Rhed-monath a Dea illorum Rheda, cui in illo sacrificabant, nominatur…). Беда зазначає, що Гретмонат відбувається між Солмонажем (лютим), названим так через підношення коржів богам протягом місяця, та Еостермонажем (квітнем), названим на честь богині Еостре.

## Теорії
Вчений ХІХ століття Якоб Грімм зазначає, що хоча жодне інше джерело не згадує богинь Реду та Еостру, приписати Беді, «батькові церкви, який всюди тримає язичництво на відстані і розповідає нам менше, ніж знає», вигадку богинь Реди та Еостри було б некритично, і що «в них немає нічого неймовірного, причому перша з них [Реда] виправдовується чіткими слідами в словниках германських племен». Грімм припускає зв'язок між *Hrēþe і давньоверхньонімецьким жіночим особистим іменем Hruada. Грімм припускає, що давньоверхньонімецька форма імені богині Реда була *Hrouda.
Рудольф Сімек зазначає, що виведення імені Реда у Грімма означає, що Реда «може мати схоже значення з однойменним римським богом того ж місяця, Марсом». Девід Рауль Вілсон коментує, що хоча «Беда не дає нам жодних підказок щодо ритуалів, задіяних під час Редмонату та Еостурмонату, розумно припустити, що вони були пов'язані з початком весни, новим вегетаційним сезоном та родючістю».

## Сучасний вплив
Додаток D до «Володаря кілець» Дж. Р. Р. Толкіна містить презентацію календаря Ширу, яким користується вигадана спільнота гобітів, заснованого на тому, що відомо про англосаксонський календар. Його третій місяць називається «Rethe», за зразком Hrēþmōnaþ, спроєктованого в сучасному англійському правописі.